# Teodebert I.
Teodebert I. (francosko Thibert ali Théodebert)  je bil frankovski kralj Avstrazije, ki je vladal od leta 533 do svoje smrti,  * okoli 500,  † 547 ali 548. 
Bil je sin kralja Teoderika I. in oče kralja Teodebalda.